# 여신의 늪 (1985년 영화)
여신의 늪은 1985년 공개된 대한민국의 영화이다.

## 배역
- 박지은
- 이영하
- 박일
- 방희